# Phoneyusa elephantiasis
Phoneyusa elephantiasis là một loài nhện trong họ Theraphosidae.
Loài này thuộc chi Phoneyusa. Phoneyusa elephantiasis được Lucien Berland miêu tả năm 1917.